# Гримме (Флеминг)
Гримме (нем. Grimme) — община в Германии, в земле Саксония-Анхальт.
Входит в состав района Анхальт-Цербст. Подчиняется управлению Эльбе-Эле-Нуте. Население составляет 176 человек (на 31 декабря 2006 года). Занимает площадь 28,77 км².